# Lo más sublime
Lo más sublime o Respetad a los señores maestros és una pel·lícula muda catalana inèdita del 1927 dirigida per Enric Ponsà. Va ser realitzada per «Produccions E.L.A.» i protagonitzada per un grup d'afeccionats emprenedors que van rodar els exteriors al llarg de 4 mesos, en caps de setmana, per diferents indrets de la Costa Brava, principalment Blanes. El film incorpora les preocupacions socials de l'època amb una visió àcrata de la necessitat educativa que patia el país.

## Argument
A San Cebrian, un poble de la costa, Rosa esperava la tornada del seu marit pescador Juan, amb la seva filla Nuri i el seu fillol Sardinilla, que el trobaran mort després d'un temporal. Els amics de la família, Antonio i Rosita, juntament amb Sardinilla, decideixen buscar un tresor amb l'ajuda d'un mapa que conservava Rosita. Els seus enemics, Tomás i Andres, intentaran atrapar-lo mitjançant l'engany. Andrés, a més de cobdiciar a Rosita, l'estimada d'Antonio, és víctima de l'avarícia de Tomás i, ferit, Antonio i el Sardinilla el tornaran al bon camí.

### Comentari
Els eixos principals de l'argument incorporen els aires moralitzants de l'època que volen identificar el que és bo o és dolent per a l'individu: 1) Matrimoni=fidelitat=lleialtat i 2) Traïció=Hipocresia=Violència=Abús. Destacar addicionalment la focalització de les cares dels actors (primers plans, càmera fixa) i el monocromatisme del film per donar èmfasi a les escenes (gris fosc: personatges dolents, gris clar: personatges bons, vermellós: violència, blavós: tranquil·litat)

## Repartiment
| Personatge               | Actor                | Pseudònim de               |
| ------------------------ | -------------------- | -------------------------- |
| Antonio                  | Antonio B. De Vila   | Antonio Burgos             |
| Rosa                     | Mercedes Domènech    |                            |
| Ana Maria                | Rosita Ponsá         |                            |
| Clara                    | Lina Vivarelli       |                            |
| Andrés, el traïdor       | Antonio Granell      |                            |
| Carlos, el Sardinilla    | Valeriano Cortés     |                            |
| Juan                     | Jaime Reixach        | Jaume Ponsà Domènech       |
| Gaspar                   | Julio Paya           |                            |
| Ibó, capità del pailebot | Eduard de C. Tarragó | Josep Maria Casals Tarragó |
| Lucas                    | Enrique Filló        |                            |
| Nena Nuri                | Nuria Burgos         |                            |

## Al voltant de la pel·lícula
La pel·lícula va ser realitzada per Produccions E.L.A, una companyia de nova creació i únic film. Llorenç Arché Codina va ser un dels impulsors com a productor, juntament amb Enric Ponsà com a Director, Antonio Burgos com a decorador i Josep Maria Casals Tarragó com a productor executiu i actor.

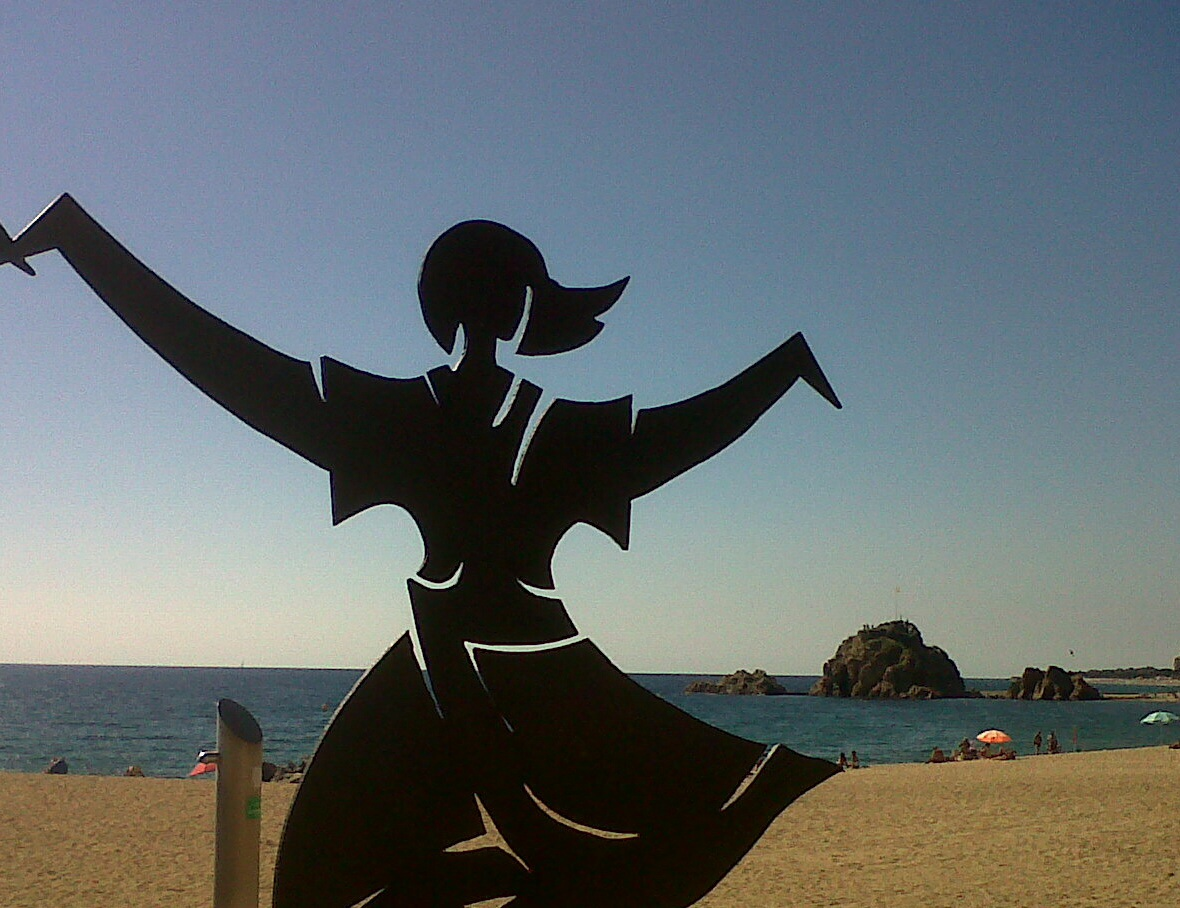
roca Sa Palomera al fons i, en primer terme, dona de l'escultura Al Sardanista

Va ser filmada a la dècada dels anys vint quan el paisatge de la Costa Brava començava a interessar els cineastes. Juntament amb Lo más sublime, foren rodades també a la mateixa època: Lilian (1921), Entre marinos (1920), El místic (1926), Baixant de la font del gat (1927), etc. Els exteriors van ser rodats a Blanes i a la costa, entre Blanes, Lloret de Mar i Tossa de Mar. A l'inici del film es dona una panoràmica de Sant Cebrià (Blanes) presa des de la roca Sa Palomera, considerada com l'inici de la Costa Brava.
El 20 de setembre de 1927 es va fer una projecció en proves per la crítica que va aconsellar retallar intertítols, suprimir alguns altres així com eliminar algunes escenes del film abans de presentar-la al gran públic. Amb aquests canvis s'augurava un gran èxit a Espanya i aspiracions a les pantalles de l'estranger.Lo más sublime va ser estrenada al Teatre Novedades el dilluns 9 de juliol de 1928. El preu de l'entrada de butaca era de 0,75 cèntims i la general de 0,40.
El 1992, una còpia de la pel·lícula, conservada en el suport original de nitrocel·lulosa pels fills del productor executiu, Albert i Josep Maria Casals Martorell, va ser recuperada per la Filmoteca de Catalunya que va transferir el film a un suport que es pogués projectar amb garanties de seguretat. El 31 de gener de 1994 Lo más sublime es va reestrenar al Cine Alcázar, amb l'acompanyament al piano de Joan Pineda, coincidint amb la inauguració de l'exposició de material publicitari entre els anys 1925 i 1936 de la Distribuidora catalana Mundial Film.

## Galeria

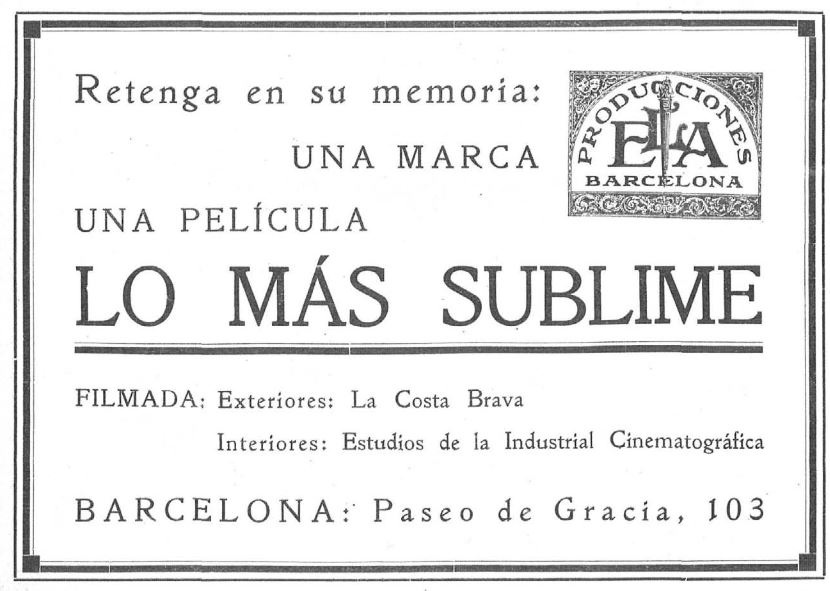
Publicitat a la revista Popular Film del 21 de juliol de 1927
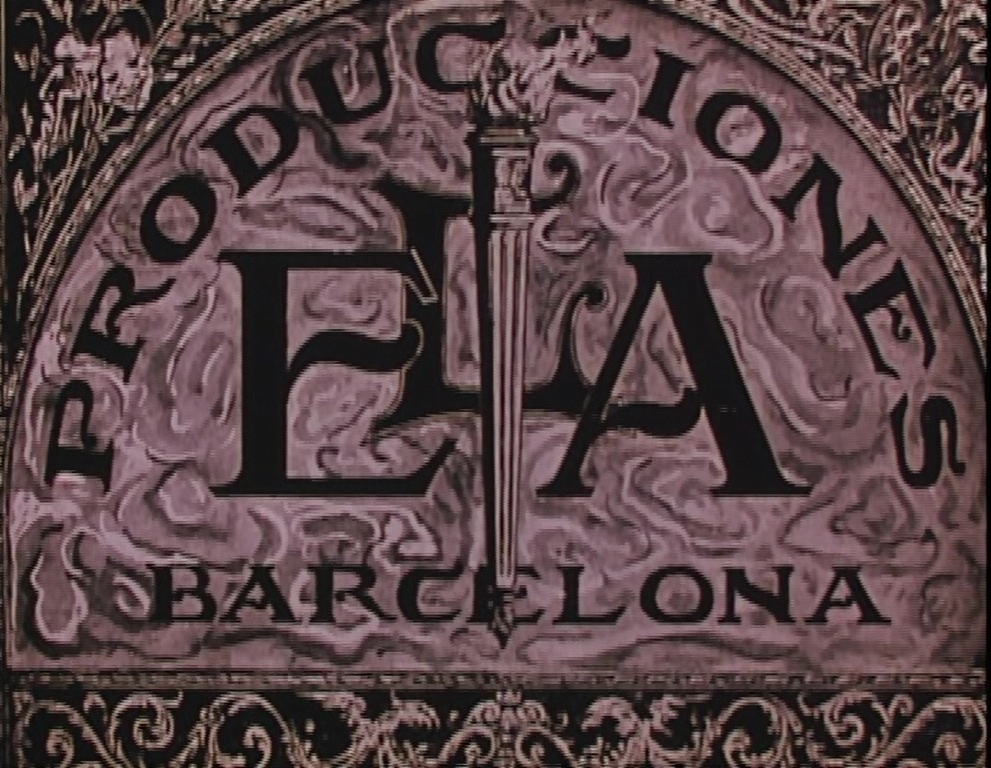
Produccions ELA